# Костюк Василь Євгенович
Василь Євгенович Костюк (нар. 9 лютого 1989, Лебедин, Сумська область, УРСР) — український футболіст, нападник.

## Клубна кар'єра
У ДЮФЛУ виступав за ДЮФК з Борисполя й київський РВУФК. Розпочав професіональну кар'єру в «Динамо-3», клуб виступав у другій лізі чемпіонату України. Всього в команді провів близько року і зіграв 15 матчів. У березні 2007 року провів 3 матчі за столичний ЦСКА в Першій лізі України.
Влітку 2007 року перейшов у луганську «Зорю». У Вищій лізі України дебютував 11 травня 2008 року в домашньому матчі проти сімферопольської «Таврії» (2:3), Костюк вийшов на 64 хвилині замість Дмитра Воробея. Всього в «Зорі» він провів 2 роки і зіграв в чемпіонаті України 6 матчів, в молодіжній першості зіграв 39 матчів і забив 13 м'ячів.
У березні 2010 року перейшов в алчевську «Сталь-2», але незабаром покинув клуб. У 2012 році перейшов до іншого аматорського клубу, ФК «Лисичанська». Другу частину сезону 2011/12 років провів у МФК МФК «Миколаєві». З 2012 року захищав кольори іншого миколаївського клубу, «Енергії». Разом з клубу пройшов шлях від чемпіонату області до Другої ліги. Навесні 2014 року через припинення фінансування команду було розформовано, а гравцям надано статус вільних агентів. Другу частину сезону 2013/14 років провів в аматорському клубі «Сокіл» (с. Морозівка).

## Кар'єра в збірній
У листопаді 2004 року провів 2 матчі за юнацьку збірну України U-17 проти Білорусі.